# Plantada de l'Arbre de Maig de Folgueroles
La Plantada de l'Arbre de Maig de Folgueroles és una iniciativa promoguda a partir del 1986 per a recordar i fomentar el valor simbòlic de l'arbre en el marc de la Festa Jacint Verdaguer.
La Festa Verdaguer pròpiament dita va començar a realitzar-se l'any 1945, coincidint amb el centenari del naixement del poeta, i es va consolidar a partir de 1952 (any que coincidí amb el cinquantenari de la seva mort). Durant els primers anys la festa fou promoguda per l'agrupació cultural Verdaguer, entitat embrionària de la futura associació Amics de Verdaguer constituïda l'any 1964. Aquesta entitat, a la dècada de 1980, va començar a donar un corpus festiu a les accions organitzades, amb la incorporació d'activitats que uneixen poesia i natura.
Els Amics de Verdaguer, amb l'objectiu de recordar i fomentar l'obra del mossèn de Folgueroles, plantejaren la necessitat de trobar un element natural que marqués el principi i la fi de la Festa. D'aquí que es va recórrer a l'arbre de maig, arbre que es posava a les festes majors pirinenques i que Verdaguer recull en la seva obra. Durant la cercavila que va al bosc a cercar l'arbre es duen a terme lectures recitades per part dels infants del poemes de mossèn Cinto. Tot seguit, la comitiva iniciada a l'escola continua el trajecte en direcció al Bosc del Torrent de Folgueroles. El pollancre escollit es talla a la manera tradicional, amb la força dels braços i una destral. Ja tombat, serà portat entre tots a mans fins a la Plaça Verdaguer acompanyats de la música d'un flabiolaire i una gralla. Els infants també participen a dur l'arbre agafant per les puntes els bastons que serviran per transportar l'arbre (i que seran els pals del Ball de Bastons de Folgueroles). Cal dir que a l'hivern, en compensació a l'arbre sacrificat, se'n plantaran tres de joves.
En arribar a la Plaça Verdaguer, amb l'ajut de cordes, l'arbre es dreça amb força fins a posar-lo dins d'un forat fet expressament a la plaça per l'ocasió i on restarà per una quinzena de dies. Una vegada enlairat i equilibrat es guarneix amb serrells i serpentines que li donaran un aire festiu. Posteriorment es dansarà al voltant de l'arbre al qual s'haurà lligat, a la part superior, dolços o embotits que engrescaran als grimpaires per a obtenir la recompensa. La tradició arrelada del flabiol a la Festa Verdaguer prové del flabiolaire folguerolenc Josep Verdaguer i Portet (1920 – 1995), conegut de forma popular com a “En Roviretes”, que actuà com a flabiolaire en les festes tradicionals d'arreu de Catalunya. D'aquí que el flabiol i el tamborí d'“en Roviretes” es va convertir en un símbol melòdic que identifica les rues de la Festa Verdaguer i de la Plantada de l'Arbre de Maig. Com final de la Festa Verdaguer, se celebra el Ball de Folgueroles que dansa també de forma simbòlica tot passant pels voltants de l'Arbre de Maig i la retirada final de l'arbre serà la icona que tanca la festa.